# Llista de blocs
Una llista de blocs (anglès blogroll) és una col·lecció d'enllaços de blocs, normalment presentada en una columna lateral de la pàgina web. Els autors de blocs poden definir diferents criteris per a incloure altres blocs en les seves llistes de blocs. Habitualment, el llistat d'altres adreces de blocs es compon d'adreces que els mateixos autors visiten amb assiduïtat, que consideren interessants, o de gent que coneixen.